# PRIME HITZ 802
PRIME HITZ 802（プライムヒッツ・エイトーツー）は2008年9月までFM802が放送していた生放送のラジオ番組。

## 放送時間
- 毎週月曜 - 木曜: 19:00 - 22:00（JST）

## DJ

### 過去
- 山添まり（水曜日木曜日を担当）
- 尾上さとこ（月曜日火曜日を担当）
- KIYOMI

| FM802 19:00-21:00   | FM802 19:00-21:00             | FM802 19:00-21:00              |
| 前番組              | 番組名                        | 次番組                         |
| ------------------- | ----------------------------- | ------------------------------ |
| -                   | PRIME HITZ 802 ( - 2008年9月) | BEAT EXPO                      |
| FM802 21:00 - 22:00 |                               |                                |
| -                   | PRIME HITZ 802 ( - 2008年9月) | ROCK KIDS 802 (21:00 - 翌0:00) |

| スタブアイコン | サブスタブ | この項目は、まだ閲覧者の調べものの参照としては役立たない、ラジオ番組に関連した書きかけの項目です。この項目を加筆・訂正などしてくださる協力者を求めています（P:ラジオ/PJ:放送番組）。 |